# Petralia Soprana
Ne doit pas être confondu avec Petralia Sottana.
Petralia Soprana est une commune italienne de la province de Palerme, dans la région Sicile.

## Géographie
La commune est située sur le territoire du parc naturel régional des Madonie.

## Administration
| Période                                  | Période  | Identité        | Étiquette     | Qualité |
| ---------------------------------------- | -------- | --------------- | ------------- | ------- |
| 2012                                     | en cours | Pietro Macaluso | Liste civique |         |
| Les données manquantes sont à compléter. |          |                 |               |         |

## Frazioni
Acquamara, Borgo Aiello, Borgo Pala, Cipampini, Cozzo Bianco, Fasanò, Gioiotti, Gulini, Lodico, Lucia, Madonnuzza, Miranti, Pellizzara, Pianello, Pira, Raffo, San Giovanni, SS. Trinità, Sabatini, Saccù, Salaci, Salinella, Scarcini, Scarpella, Serra di Lio, Stretti, Verdi I e Verdi II, Villa Letizia

### Communes limitrophes
Alimena, Blufi, Bompietro, Gangi, Geraci Siculo, Petralia Sottana

## Personnalités liées à la commune
- Aldo Francesco Mucci, intellectuel et syndicaliste, a passé le début de sa carrière professionnelle dans les mines de sel de Petralia Soprana.